# Tabai Matson
Pour les articles homonymes, voir Matson.

a Compétitions nationales et continentales officielles uniquement.

b Matchs officiels uniquement.
Dernière mise à jour le 13 juillet 2023.
Tabai Matson, né le 14 mai 1973 à Nausori (Fidji), est un joueur de rugby à XV international fidjien reconverti comme entraîneur. Il joue aux postes de centre ou d'ailier. Il est actuellement l'entraîneur principal du club anglais des Harlequins en Premiership depuis 2021.

## Biographie

### Origines
Tabai Matson est né à Nausori aux Fidji, d'un père néo-zélandais et d'une mère fidjienne d'origine néerlando-espagnole. Il émigre à Christchurch en Nouvelle-Zélande à l'âge de 4 ans. Malgré le retour de ses parents aux Fidji, il reste vivre en Nouvelle-Zélande, où il poursuit son éducation avec le collège de Nelson, puis avec le Christ's College de Christchurch. Il commence également à jouer au rugby pendant son enfance avec le club des Marist Albion, et avec les équipes jeunes de la province de Canterbury, où il côtoie notamment Andrew Mehrtens,.

### Carrière de joueur
Matson commence sa carrière professionnelle en 1994 avec la province de Canterbury en National Provincial Championship,. Il joue quatre saisons avec cette équipe, remportant le championnat en 1997. En 1996, lorsque le Super 12 est créé, il rejoint la franchise des Canterbury Crusaders. Avec cette équipe, il remporte le championnat en 1998,.
Lors de sa période en Nouvelle-Zélande, il est sélectionné avec les All Blacks lors des tournées d'automne 1995 et 1996. Il ne dispute aucun test match avec cette sélection, mais joue tout de même cinq matchs non-officiels,. Cela fait de lui le All Black n°950.
En 1998, il décide de quitter la Nouvelle-Zélande, et rejoint le championnat de France et l'équipe du CA Brive. Il évolue deux saisons avec le club correzien, avant de rejoindre les London Irish en championnat d'Angleterre pour la saison 2000-2001,.
Lors de l'été 1999, il décide de représenter son pays d'origine, les Fidji, au niveau international. Il connait sa première sélection avec l'équipe des Fidji le 3 août 1999 à l'occasion d'un match contre l'équipe des Māori de Nouvelle-Zélande à Suva. Il obtient une deuxième sélection trois semaines plus tard contre l'Uruguay. Il est sélectionné pour participer à la Coupe du monde 1999 au pays de Galles, mais doit déclarer forfait après une blessure au mollet,,.
En 2001, il rejoint l'équipe japonaise de Yamaha Motors (futur Yamaha Júbilo) avec qui il joue cinq saisons, et termine sa carrière de joueur en 2006.

### Carrière d'entraîneur
Tabai Matson fait ses premiers pas en tant qu’entraîneur avec Yamaha Júbilo, lors de la saison 2001-2002, où il est nommé entraîneur-joueur après le départ de son compatriote Kevin Schuler. Il occupe à nouveau le rôle d’entraîneur-joueur, en tant qu'adjoint cette fois, lors de sa dernière saison au club en 2005-2006.
En 2006, il rejoint l'Australie et devient entraîneur assistant de l'University of Queensland RC, qui évolue dans le Queensland Premier Rugby. L'année suivante, il prend la tête du Bond University RC dans le même championnat pour une durée de deux saisons.
Il rentre en Nouvelle-Zélande en 2009, et devient entraîneur des trois-quarts de son ancienne équipe de Canterbury pendant trois saisons, avant de devenir entraîneur principal lors de saison 2012. Lors de ses quatre saisons passées avec cette équipe, il remporte quatre fois le NPC. En 2013, il succède à Daryl Gibson comme entraîneur des trois-quarts de la franchise des Crusaders en Super Rugby, et occupe ce poste pendant trois saisons sous la direction de Todd Blackadder,.
Parallèlement à son travail en club, il est désigné entraîneur adjoint à Colin Cooper avec les Māori All Blacks à partir de juillet 2013 et jusqu'en 2015. En 2015, il est nommé entraîneur-adjoint (spécialiste de l'attaque) de l'équipe des Fidji dans le cadre de la Coupe du monde 2015. Tombé dans une poule difficile, les Fidji perdent trois matchs sur les quatre, et sont éliminés de la compétition.
Après le départ de Todd Blackadder après la saison 2016 de Super Rugby, il se porte candidat pour devenir l'entraîneur en chef des Crusaders, mais Scott Robertson lui est préféré,. Il rejoint dans la foulée le club anglais de Bath en tant entraîneur principal, et retrouve son ancien collègue chez les Crusaders Todd Blackadder, qui est lui « directeur du rugby » (manager). Après une saison, où le club termine à la cinquième place, il décide quitter son poste pour rentrer en Nouvelle-Zélande, afin d'être plus proche de sa mère et de sa belle-mère malades.
En 2018, il signe un contrat de deux saisons pour devenir l'entraîneur des trois-quarts de la franchise des Chiefs en Super Rugby , où il travaille à nouveau sous les ordres de Colin Cooper.
En 2021, il retourne entrainer en Angleterre lorsqu'il est nommé à la tête des Harlequins, qui viennent d'être sacrés en Premiership. Après deux saisons, il quitte son rôle d'entraîneur pour devenir le directeur de la performance au sein du club londonien. 

## Palmarès

### Joueur
- Vainqueur du National Provincial Championship en 1997 avec Canterbury.
- Vainqueur du Super 12 en 1998 avec les Crusaders.

- 5 matchs avec la Nouvelle-Zélande en 1994 et 1995.
- 1 essai (5 points)

- 2 sélections avec les Fidji en 1999.
- 0 points

### Entraîneur
- Vainqueur du National Provincial Championship en 2009, 2010, 2011 et 2012 avec Canterbury.
- Finaliste du Super Rugby en 2014.